# Ipsaritmia
L'ipsaritmia è un'attività cerebrale anormale, caratterizzata da una disorganizzazione globale dell'attività di fondo. Nel EEG si registrano onde lente di alto voltaggio, associate ad onde acute anomale a tipo punta. Il tracciato cambia irregolarmente ad ogni istante, sia in durata sia in forma, senza mai prendere un aspetto ritmico ripetitivo.
L'ipsaritmia è condizione necessaria per la diagnosi della Sindrome di West. Raramente persiste oltre i 24 mesi di età.